# 쥘 비앙키
쥘 비앙키(프랑스어: Jules Lucien André Bianchi, 1989년 8월 3일 ~ 2015년 7월 17일)는 마루시아 F1 소속 프랑스의 포뮬러 원 선수이다.
비앙키는 포뮬러 르노 3.5, GP2와 포뮬러 3에서 경주했으며, 페라리 드라이버 아카데미에 참여했다. 그는 2012년에 사하라 포스 인디아 팀의 연습주행 드라이버로 처음 포뮬러 1에 모습을 드러냈다. 2013년 그는 마루시아 F1 팀으로 데뷔하여 처음 출전한 오스트레일리아 그랑프리에서 15위를 달성했으며, 포인트를 득점하지 못한 채 19위로 해당 시즌을 마쳤다. 그 해 그의 가장 최고 성적은 말레이시아에서의 13위였다. 2013년 10월, 마루시아 F1 팀은 그가 2014년에도 시트를 맡아줄 것이라 밝혔다. 2014년 비앙키는 모나코에서 팀과 자기 자신에게 있어 최초의 포인트를 획득하는 데 성공했다.
2014년 10월 5일, 비앙키는 우천 상황 속 일본 그랑프리 경기에서 차의 통제를 잃고, 트랙에 이미 이전에 벌어진 사고를 수습하기 위해 나와 있었던 크레인과 충돌했다. 그는 이 사고로 미만성 축삭 손상을 입고 긴급 외과수술을 받았으나 의식을 회복하지 못했고, 사고 9개월만인 2015년 7월 17일에 사망했다. 쥘 비앙키는 1994년 아이르통 세나가 산마리노 그랑프리에서 사망한 이래 21년 만에 F1 경기 도중에 사망한 드라이버가 되었다.

## 2014년 스즈카 사고
2014년 10월 5일에 스즈카 서킷에서 개최된 일본 그랑프리는 제18호 태풍 판폰의 영향으로 간헐적인 폭우와 적은 태양광 속에서 진행되었다.
레이스 43랩 째, 비앙키는 차량의 제어를 잃고 7번 던롭 커브의 우측 바깥쪽 런오프 구간으로 이탈했다. 비앙키의 차량은 당시 바로 직전 랩에 같은 구간에서 스핀한 아드리안 수틸의 자우버 차량을 옮기고 있었던 트랙터의 뒷부분과 충돌했다. 당시 관중들이 촬영한 영상과 사진들에서는 비앙키 차량의 좌측이 심하게 훼손되고 차량이 트랙터 크레인의 아래로 미끄러져 들어가면서 롤 바가 파괴된 것을 확인할 수 있다. 사고 당시 충격은 트랙터 크레인이 크게 움직여, 크레인에 매달려 있던 수틸의 차량이 다시 지면으로 떨어질 정도였다. 경기는 중단되었고, 중단 당시 경기를 리드하고 있었던 루이스 해밀턴의 우승이 인정되었다.
비앙키는 사고 직후 팀이나 마셜의 라디오에 응답하지 못했으므로 그 시점에 이미 의식이 없었던 것으로 여겨진다. 충돌 지점에서 먼저 응급처치가 이루어졌고, 기상상태로 인해 구급 헬기가 이륙할 수 없었으므로 비앙키는 응급차를 통해 32분을 소요해 스즈카 서킷에서 15km 떨어진 욧카이치시에 소재한 미에 현립 종합의료센터로 이송되었다. 쥘 비앙키의 아버지인 필립 비앙키(Philippe Bianchi)는 프랑스 TV 언론과의 인터뷰에서, 쥘 비앙키가 머리 부상으로 심각한 상태에 놓여 있다고 전했다. 이어서 FIA는 비앙키의 CT 촬영 결과가 심각한 머리 부상을 보여주었으며, 수술 직후 중환자실로 옮겨질 것이라 언급했다.
비앙키가 입원한 직후 곧바로 마루시아 F1의 CEO인 그래미 로돈(Graeme Lowdon), 팀 수석 존 부스(John Booth)를 비롯하여 스쿠데리아 페라리의 팀 수석인 마르코 마티아치, 동료 드라이버인 펠리페 마사 등이 방문했다.
비앙키의 부모인 필립과 크리스틴(Christine)은 10월 6일에, 형제자매인 멜라니(Mélanie)와 톰(Tom), 비앙키의 절친한 친구인 로렌조 르클레르(Lorenzo Leclerc)는 그 사흘 후인 9일에 일본에 도착했다. 비앙키 가족은 이튿날 성명을 내고 대중의 응원과 위로, FIA 의료 의원회의 제라르 사이양(Gérard Saillant) 위원장과 스쿠데리아 페라리의 요청으로 일본까지 온 로마 라 사피엔차 대학교의 신경외과의인 알레산드로 프라티(Alessandro Frati) 교수 등에게 감사를 표했다. 비앙키의 부모는 또한 쥘 비앙키가 미만성 축삭 손상을 입었으며, 안정적이나 매우 중요한 상태에 있다고 전했다.
사고 초기 FIA의 문서들에 기반한 언론들의 보도에 따르면, 비앙키가 차량의 제어를 잃었던 순간의 차량 속력은 212km/h였으며 충격은 92g(900m/s2)에 달했던 것으로 보인다. 해당 자료는 비앙키가 착용하고 있던 이어플러그의 중력가속도 센서로부터 얻어졌으나, 해당 이어플러그는 사고의 결정적인 시점에 귀에서 빠진 것으로 여겨진다.
이후 2015년 7월에 이뤄진 검토에서 사고의 최대 중력가속도는 254g(2,490m/s2)로 계산되었고, 비양키가 차량의 제어를 잃은 지 2.61초만에 123km/h의 속력과 55도의 받음각으로 충격이 있었을 것으로 나타났다. FIA 안전위원회의 앤디 멜러(Andy Mellor) 부위원장은, 이는 차량을 충격흡수 없이 48m 높이에서 떨어뜨린 것과 맞먹는다고 설명했다.

## 죽음
쥘 비앙키는 2015년 7월 17일, 9개월 전 스즈카에서 입은 부상으로 인해 만 25세의 나이로 사망했다. 그의 사망은 아이르통 세나가 1994년에 사고로 사망한 이래 처음으로 발생한 F1 드라이버의 사고사였다.
비앙키의 가족은 공식 성명에서 다음과 같이 밝혔다.
쥘 비앙키의 부모인 필립과 크리스틴, 그리고 그의 형제자매인 톰과 멜라니는 깊은 슬픔으로 쥘이 지난밤 니스 대학병원에서 세상을 떠났음을 밝힙니다. 쥘은 언제나 그래왔듯 끝까지 싸워왔지만 어제 그의 싸움은 끝났습니다. 저희는 끔찍하고 말로 다하지 못할 고통을 느낍니다.
쥘 비앙키의 장례는 니스 생트 레파라트 대성당에서 2015일 7월 21일에 치러졌다. 그의 유해는 화장되어 몬테카를로 묘지에 안치되었다. 비앙키의 장례에는 알렉산더 뷔르츠, 에스테반 구티에레즈, 앨런 맥니시, 알렉산더 로시, 루이스 해밀턴, 샤를 르클레르, 니코 로스베르크, 젠슨 버튼, 제바스티안 페텔, 장-에릭 베르뉴, 마르쿠스 에릭손, 로베르토 메르히, 아드리안 수틸, 발테리 보타스, 파스토르 말도나도, 페드로 데 라 로사, 로맹 그로장, 다니엘 리카도, 펠리페 마사, 알랭 프로스트, 니코 휠켄베르크, 올리비에 파니스, 다닐 크비얏, 맥스 칠튼 등 전현직 레이싱 드라이버들과 유망주들이 참석했다.
2016년 5월 비앙키의 가족은 버니 에클레스톤의 포뮬러 원 그룹과 FIA, 마루시아 F1 팀을 상대로 막을 수 있었던 사고 부분에 대해 소송을 검토중이라고 전했다.

### 헌사
쥘 비앙키의 사망에 대해 여러 레이싱 드라이버를 포함하여 버니 에클레스톤, 프랑스 대통령 프랑수아 올랑드 그리고 각계 스포츠 인사들이 조의를 표했다.
그랑프리 드라이버 협회(GPDA)는 "안전을 개선하기 위해 끊임없이 노력해야 할 것"이라고 밝혔다. FIA 회장 장 토드는 쥘 비앙키의 17번을 영구 결번으로 지정했다.
맥스 칠튼은 쥘 비앙키가 사망한 주에 달성한 그의 첫 인디 라이트 폴 포지션과 레이스 승리를 그에게 헌정했다.
2015년 헝가리 그랑프리가 시작되기 전 쥘 비앙키를 기리기 위해 1분간의 묵념이 실시되었다. 레이스에서 우승한 제바스티안 페텔은 그의 첫 헝가리 그랑프리 우승을 비앙키에게 헌정하며, 그가 미래에 페라리의 드라이버로 뛸 수 있었을 것이라 말했다. 처음 포디엄에 오른 다닐 크비얏과 3위를 차지한 다니엘 리카도 또한 그들의 성적을 비앙키에게 바친다고 말했다.
2016년 니스의 알리안츠 리비에라 경기장 주변의 거리인 사팽 가(Rue du Sapin)는 비앙키의 이름을 따서 쥘 비앙키 가(Rue Jules Bianchi)로 개칭되었다.
쥘 비앙키의 대자인 샤를 르클레르는 쥘 비앙키와 자신의 아버지인 에르베 르클레르의 헬멧에서 반쪽씩을 가져온 특별한 디자인의 헌정 헬멧을 2019년 모나코 그랑프리에 착용하고 출전했다.
2020년 바레인 그랑프리에서 사고를 겪은 로맹 그로장은 쥘 비앙키의 사고가 바꾸어놓은 안전 규정들이 자신의 생명을 구했다고 말했다.